# نواة ركبية إنسية
النَّواةُ الرُّكْبِيَّةُ الإِنْسِيَّة (MGN) أو الجسم الركبي الإنسي (MGB) هي جزء من المهاد السمعي ويُمثل التتابع المهادي بين الأُكَيمَةُ السُّفْلِيَّة [الإنجليزية] (IC) والقشرة السمعية (AC). يتكون من عدد من النوى الفرعية التي تتميز بتشكيلها العصبي وكثافتها، من خلال اتصالاتها الواردة والصادرة، وخصائص ترميز خلاياها العصبية. يُعتقد أن MGN تؤثر على الاتجاه والحفاظ على الانتباه.

## معرض الصور

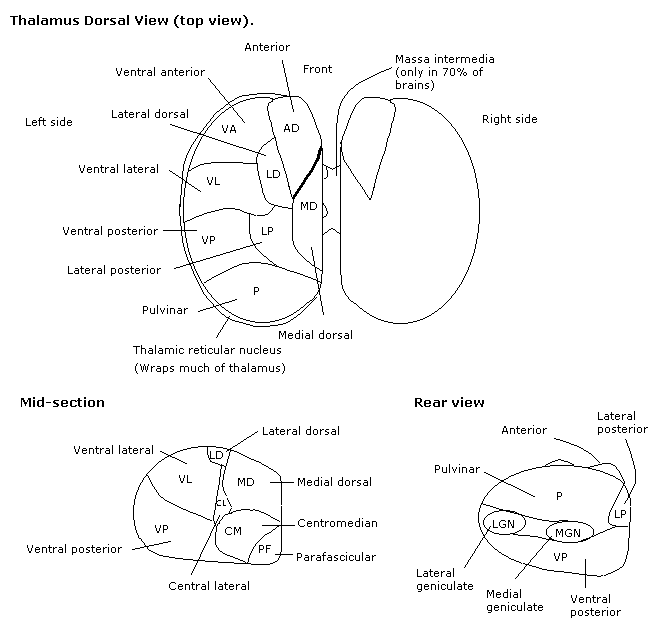
المهاد
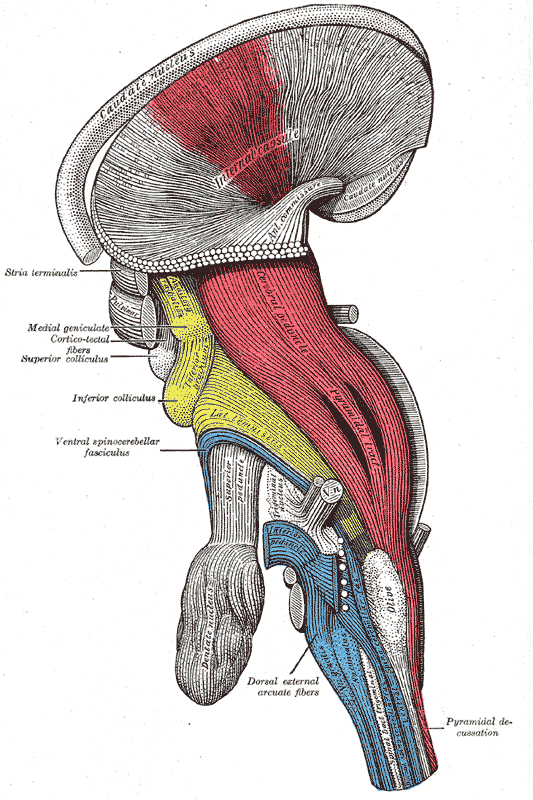
تشريح عميق لجذع الدماغ. مقطع جانبي.
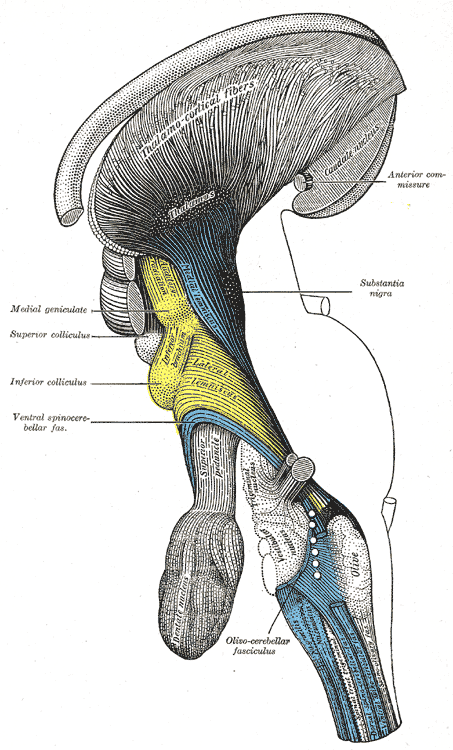
تشريح عميق لجذع الدماغ. مقطع جانبي.
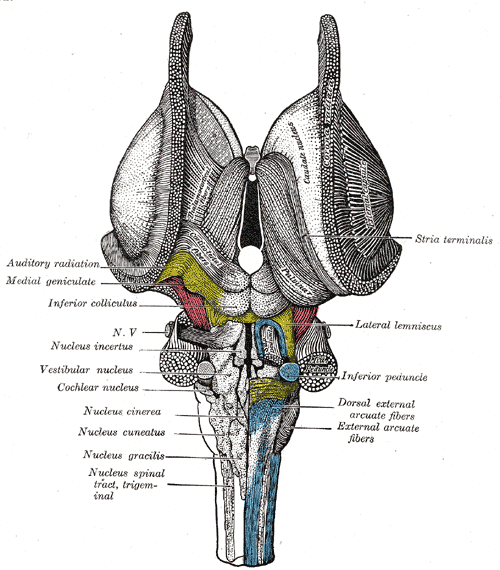
تشريح جذع الدماغ. المقطع الظهري.
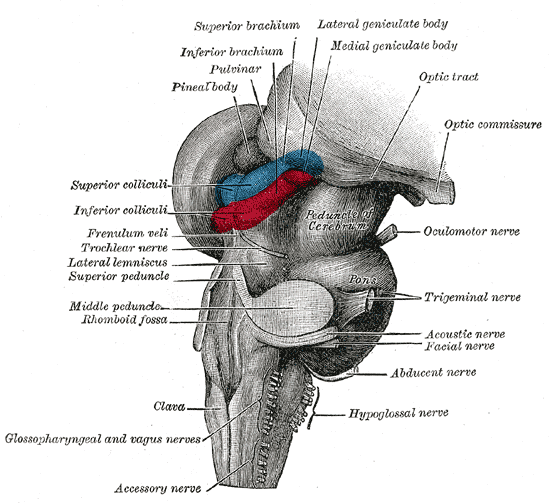
الدماغ الخلفي والمتوسط. عرض ما بعد الجانبي.
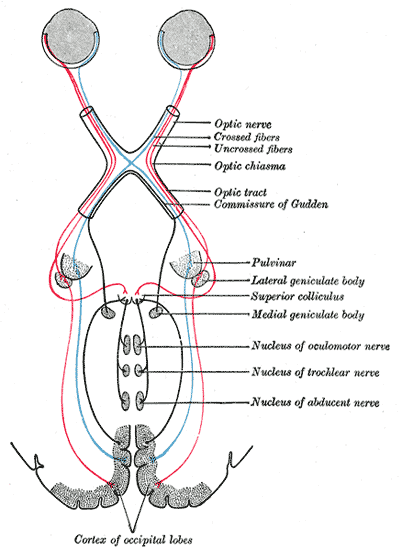
مخطط يوضح الوصلات المركزية للأعصاب البصرية والمسالك البصرية.
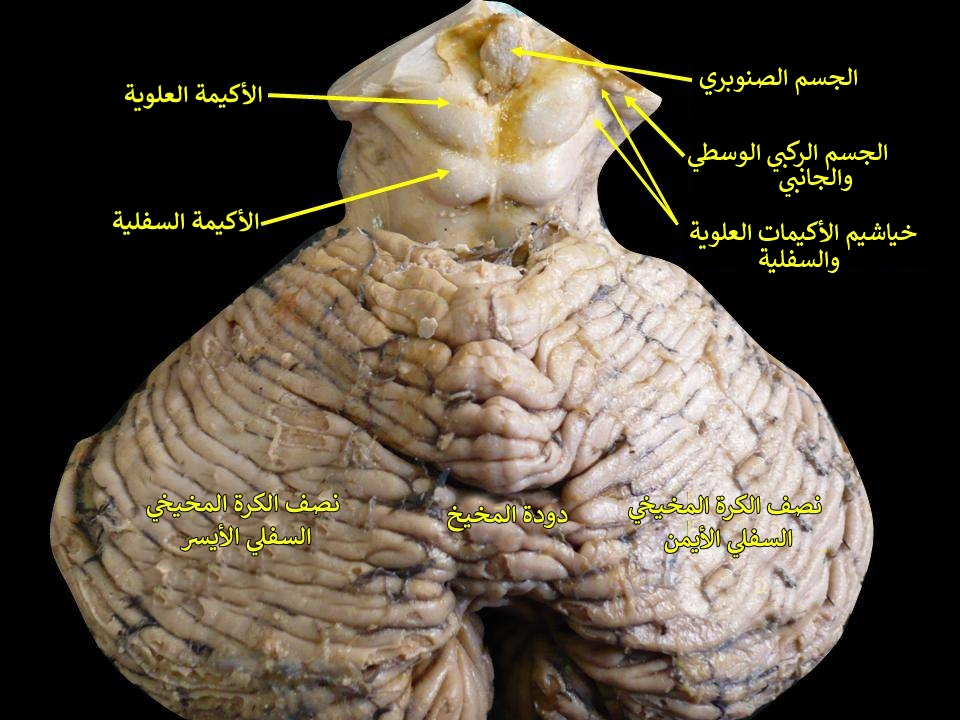
جذع الدماغ. المقطع الخلفي.